# Summa honoraria
El summa honoraria (o summa legitima) era una cantidad monetaria que los sacerdotes y magistrados civiles, u otros cargos, tenían que pagar al comenzar sus puestos en las ciudades del Imperio romano. En algunos sitios, como en la colonia cesárea de Urso, los duoviri y los aediles tenían la obligación de pagar 2000 sestercios para cubrir el coste de los juegos públicos, como se refleja en su Lex. En inscripciones de otras ciudades se registran sumas que suelen oscilar entre los 3000 y 35.000 sestercios. En Calama, en la Numidia romana, se registra que un pontífice tuvo que pagar 600.000 sestercios como pago de entrada a su nuevo cargo.
La summa honoraria era en gran parte un fenómeno del Occidente latino. En el Oriente griego, esta función la desempeñaba la liturgia, mediante la cual se imponía cierto costo a los ricos, tanto si ocupaban un cargo como si no.
1. ↑  Melchor Gil, Enrique (1994). «SUMMAE HONORARIAE Y DONACIONES OB HONOREM EN LA HISPANIA ROMANA». Habis (25): 193-212. ISSN 0210-7694. Consultado el 26 de octubre de 2021.
2. ↑  Vázquez Hoys, Ana María. «Lex  Ursonensis». Archivado desde el original el 26 de octubre de 2021. Consultado el 26 de octubre de 2021.

- Datos: Q7637194